# Skate Canada International de 1991
O Skate Canada International de 1991 foi a décima oitava edição do Skate Canada International, um evento anual de patinação artística no gelo organizado pelo Skate Canada. A competição foi disputada na cidade de London, Ontário, Canadá.

## Eventos
- Individual masculino
- Individual feminino
- Duplas
- Dança no gelo
- Interpretativo masculino
- Interpretativo feminino

## Medalhistas
| Evento                            | Ouro                                             | Prata                                      | Bronze                                              |
| Individual masculino detalhes     | Elvis Stojko · Canadá                            | Vasili Eremenko · União Soviética          | Paul Wylie · Estados Unidos                         |
| Individual feminino detalhes      | Surya Bonaly · França                            | Marina Kielmann · Alemanha                 | Karen Preston · Canadá                              |
| Duplas detalhes                   | Stacey Ball · Jean-Michel Bombardier · Canadá    | Michelle Menzies · Kevin Wheeler · Canadá  | Marina Eltsova · Andrei Bushkov · União Soviética   |
| Dança no gelo detalhes            | Stefania Calegari · Pasquale Camerlengo · Itália | Sophie Moniotte · Pascal Lavanchy · França | Kateřina Mrázová · Martin Šimeček · Tchecoslováquia |
| Interpretativo masculino detalhes | Daniel Weiss · Alemanha                          | David Liu · Taipé Chinês                   | Bill Bridel · Canadá                                |
| Interpretativo feminino detalhes  | Laurie Palmer · Canadá                           | Anisette Torp-Lind · Dinamarca             | Leana Naczynski · Estados Unidos                    |

## Resultados

### Individual masculino
| Pos.              | Nome               | Nacionalidade   |
| ----------------- | ------------------ | --------------- |
| Medalha de ouro   | Elvis Stojko       | Canadá          |
| Medalha de prata  | Vasili Eremenko    | União Soviética |
| Medalha de bronze | Paul Wylie         | Estados Unidos  |
| 4                 | Marcus Christensen | Canadá          |
| 5                 | Steven Cousins     | Reino Unido     |
| 6                 | Oula Jääskeläinen  | Finlândia       |
| 7                 | Daniel Weiss       | Alemanha        |
| 8                 | Gilberto Viadana   | Itália          |
| 9                 | Nicolas Pétorin    | França          |
| 10                | Jan Erik Digernes  | Noruega         |

### Individual feminino
| Pos.              | Nome               | Nacionalidade  |
| ----------------- | ------------------ | -------------- |
| Medalha de ouro   | Surya Bonaly       | França         |
| Medalha de prata  | Marina Kielmann    | Alemanha       |
| Medalha de bronze | Karen Preston      | Canadá         |
| 4                 | Jill Trenary       | Estados Unidos |
| 5                 | Tanya Bingert      | Canadá         |
| 6                 | Chen Lu            | China          |
| 7                 | Yuka Sato          | Japão          |
| 8                 | Anisette Torp-Lind | Dinamarca      |
| 9                 | Sabine Contini     | Itália         |
| 10                | Zuzanna Szwed      | Polônia        |

### Duplas
| Pos.              | Nome                                 | Nacionalidade   |
| ----------------- | ------------------------------------ | --------------- |
| Medalha de ouro   | Stacey Ball / Jean-Michel Bombardier | Canadá          |
| Medalha de prata  | Michelle Menzies / Kevin Wheeler     | Canadá          |
| Medalha de bronze | Marina Eltsova / Andrei Bushkov      | União Soviética |
| 4                 | Christine Hough / Doug Ladret        | Canadá          |
| 5                 | Jenni Meno / Scott Wendland          | Estados Unidos  |
| 6                 | Tristen Vega / Richard Alexander     | Estados Unidos  |
| 7                 | Anuschka Gläser / Stefan Pfrengle    | Alemanha        |
| 8                 | Anna Tabacchi / Massimo Salvade      | Itália          |

### Dança no gelo
| Pos.              | Nome                                    | Nacionalidade   |
| ----------------- | --------------------------------------- | --------------- |
| Medalha de ouro   | Stefania Calegari / Pasquale Camerlengo | Itália          |
| Medalha de prata  | Sophie Moniotte / Pascal Lavanchy       | França          |
| Medalha de bronze | Kateřina Mrázová / Martin Šimeček       | Tchecoslováquia |
| 4                 | Michelle McDonald / Martin Smith        | Canadá          |
| 5                 | Irina Romanova / Igor Yaroshenko        | União Soviética |
| 6                 | Jeanne Miley / Michael Verlich          | Estados Unidos  |
| 7                 | Jennifer Goolsbee / Hendryk Schamberger | Alemanha        |
| 8                 | Anne Hall / Jason Blomfield             | Reino Unido     |
| 9                 | Penny Mann / Juan Carlos Noria          | Canadá          |
| 10                | Agnieszka Domańska / Marcin Głowacki    | Polônia         |

### Interpretativo masculino
| Pos.              | Nome         | Nacionalidade |
| ----------------- | ------------ | ------------- |
| Medalha de ouro   | Daniel Weiss | Alemanha      |
| Medalha de prata  | David Liu    | Taipé Chinesa |
| Medalha de bronze | Bill Bridel  | Canadá        |
| ...               |              |               |

### Interpretativo feminino
| Pos.              | Nome               | Nacionalidade  |
| ----------------- | ------------------ | -------------- |
| Medalha de ouro   | Laurie Palmer      | Canadá         |
| Medalha de prata  | Anisette Torp-Lind | Dinamarca      |
| Medalha de bronze | Leana Naczynski    | Estados Unidos |
| ...               |                    |                |

## Quadro de medalhas
| Ordem | País            | Medalha de ouro | Medalha de prata | Medalha de bronze |    | Ordem por total |
| ----- | --------------- | --------------- | ---------------- | ----------------- | -- | --------------- |
| 1     | Canadá          | 3               | 1                | 2                 | 6  | 1               |
| 2     | Alemanha        | 1               | 1                |                   | 2  | 2               |
| 2     | França          | 1               | 1                |                   | 2  | 2               |
| 4     | Itália          | 1               |                  |                   | 1  | 6               |
| 5     | União Soviética |                 | 1                | 1                 | 2  | 2               |
| 6     | Dinamarca       |                 | 1                |                   | 1  | 6               |
| 6     | Taipé Chinês    |                 | 1                |                   | 1  | 6               |
| 8     | Estados Unidos  |                 |                  | 2                 | 2  | 2               |
| 9     | Tchecoslováquia |                 |                  | 1                 | 1  | 6               |
| TOTAL | TOTAL           | 6               | 6                | 6                 | 18 | —               |